# Arabis bryoides
Arabis bryoides är en korsblommig växtart som beskrevs av Pierre Edmond Boissier. Arabis bryoides ingår i släktet travar, och familjen korsblommiga växter. Inga underarter finns listade i Catalogue of Life.

## Bildgalleri

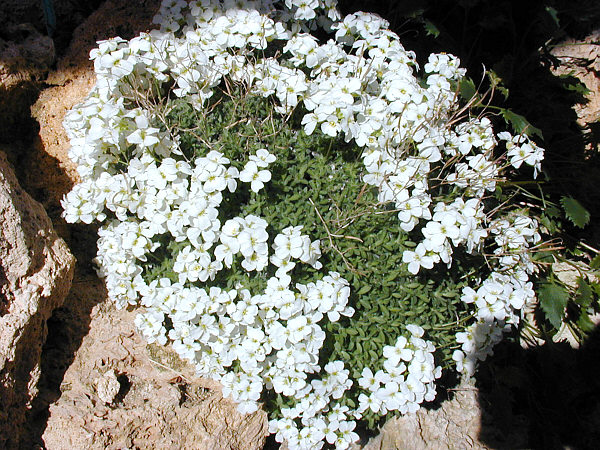